# Deep South Wrestling
Deep South Wrestling (DSW) was een Amerikaanse worstelorganisatie in het professioneel worstelen dat opgericht werd in 1986 en gevestigd was in McDonough, Georgia. Deep South werkte van 2005 tot 18 april 2007 als ontwikkelingsgebied voor de World Wrestling Entertainment (WWE). Jody Hamilton, voormalige directeur van WCW Power Plant, was de eigenaar van het bedrijf.

## Geschiedenis
DSW hield hun inaugurele show op 1 september 2005. 2 maanden later, kroonde DSW Mike Mizanin als de allereerste Deep South Heavyweight Champion.
Op 9 juli 2006 debuteerde de promotie met een live evenement op Six Flags Over Georgia in Austell, Georgia. Er werd aangekondigd dat DSW zou beginnen met het uitvoeren van liveshows op andere locaties dan Six Flags, te beginnen in het nabijgelegen stadje Griffin, Georgia. Op 25 mei 2006 won de tag team High Impact (Mike Taylor en Tony Santarelli) een toernooi en bekwamen de allereerste Deep South Tag Team Champions. Op 18 oktober 2006, werd aangekondigd dat DSW een televisiedeal had afgesloten met MAVTV.
Op 18 april 2007 werd er aangekondigd dat WWE hun zakelijke relatie met DSW hadden stopgezet. Deep South bevestigde dat op de volgende dag van hun opnames. De sluiting van de promotie werd op 19 april aangekondigd op de website van Deep South. Deep South hield zijn laatste evenement op 12 april 2007. Vanwege het afscheid van Deep South, verlieten vele talenten, die geen WWE-ontwikkelingscontract hadden, de promotie. De rest die wel onder contract waren werden doorverwezen naar Ohio Valley Wrestling (OVW).

## Kampioenschappen
| Kampioenschap                | Kampioen                   | Datum            |
| ---------------------------- | -------------------------- | ---------------- |
| DSW Heavyweight Championship | Austin Creed               | 12 juli 2007     |
| DSW Tag Team Championship    | Caleb Konley & Sal Rinauro | 26 juli 2007     |
| DSW Women's Championship     | Joyce Grable               | 20 februari 1987 |